# Ophioconis
Ophioconis is een geslacht van slangsterren uit de familie Ophiodermatidae. De wetenschappelijke naam van het geslacht werd in 1869 voorgesteld door Christian Frederik Lütken.

## Soorten
- Ophioconis acanthophora (Murakami, 1942)
- Ophioconis cincta Brock, 1888
- Ophioconis cupida Koehler, 1905
- Ophioconis forbesi (Heller, 1862)
- Ophioconis grandisquama Koehler, 1904
- Ophioconis indica Koehler, 1897
- Ophioconis opacum (Clark, 1928)
- Ophioconis permixta Koehler, 1905
- Ophioconis vivipara Mortensen, 1925